# Leiston FC
Leiston FC (celým názvem: Leiston Football Club) je anglický fotbalový klub, který sídlí ve městě Leiston v nemetropolitním hrabství Suffolk. Založen byl v roce 1880. Od sezóny 2018/19 hraje v Southern Football League Premier Division Central (7. nejvyšší soutěž). Klubové barvy jsou modrá a bílá.
Své domácí zápasy odehrává na stadionu Victory Road s kapacitou 2 250 diváků.

## Úspěchy v domácích pohárech
Zdroj: 
- FA Cup
  - 1. kolo: 2008/09
- FA Trophy
  - 1. kolo: 2014/15, 2016/17
- FA Vase
  - Čtvrtfinále: 2010/11

## Umístění v jednotlivých sezonách
Stručný přehled
Zdroj: 
- 2001–2004: Eastern Counties League (Division One)
- 2004–2011: Eastern Counties League (Premier Division)
- 2011–2012: Isthmian League (Division One North)
- 2012–2018: Isthmian League (Premier Division)
- 2018– : Southern Football League (Premier Division Central)

Jednotlivé ročníky
Zdroj: 
Legenda: Z - zápasy, V - výhry, R - remízy, P - porážky, VG - vstřelené góly, OG - obdržené góly, +/- - rozdíl skóre, B - body, červené podbarvení - sestup, zelené podbarvení - postup, fialové podbarvení - reorganizace, změna skupiny či soutěže
| Sezóny  | Liga                                                | Úroveň | Z  | V  | R  | P  | VG | OG | +/- | B  | Pozice |
| ------- | --------------------------------------------------- | ------ | -- | -- | -- | -- | -- | -- | --- | -- | ------ |
| 2009/10 | Eastern Counties League (Premier Division)          | 9      | 38 | 26 | 4  | 8  | 87 | 38 | +49 | 82 | 3.     |
| 2010/11 | Eastern Counties League (Premier Division)          | 9      | 42 | 29 | 8  | 5  | 97 | 39 | +58 | 95 | 1.     |
| 2011/12 | Isthmian League (Division One North)                | 8      | 42 | 28 | 7  | 7  | 99 | 41 | +58 | 91 | 1.     |
| 2012/13 | Isthmian League (Premier Division)                  | 7      | 42 | 13 | 17 | 12 | 55 | 57 | -2  | 56 | 12.    |
| 2013/14 | Isthmian League (Premier Division)                  | 7      | 46 | 19 | 10 | 17 | 73 | 71 | +2  | 67 | 9.     |
| 2014/15 | Isthmian League (Premier Division)                  | 7      | 46 | 18 | 13 | 15 | 73 | 58 | +15 | 67 | 9.     |
| 2015/16 | Isthmian League (Premier Division)                  | 7      | 46 | 20 | 12 | 14 | 72 | 57 | +15 | 72 | 8.     |
| 2016/17 | Isthmian League (Premier Division)                  | 7      | 46 | 21 | 10 | 15 | 98 | 66 | +32 | 73 | 7.     |
| 2017/18 | Isthmian League (Premier Division)                  | 7      | 46 | 23 | 10 | 13 | 82 | 53 | +29 | 79 | 5.     |
| 2018/19 | Southern Football League (Premier Division Central) | 7      | 42 |    |    |    |    |    |     |    |        |